# Roger Millot
Roger Millot, né le 9 mai 1909 à Clamecy (Nièvre) et mort le 12 avril 1973 à Boulogne-Billancourt (Hauts-de-Seine), est un ingénieur et syndicaliste français.

## Biographie
Né le 9 mai 1909 à Clamecy dans la Nièvre, Roger Millot est le fils d'un employé de la compagnie des chemins de fer de Paris à Lyon et à la Méditerranée. Entré à l'école nationale supérieure des mines de Paris, il en sort diplômé en 1933. Catholique convaincu, il devient de 1935 à 1938 président de la fédération française des étudiants catholiques, puis de l'association Pax Romana de 1937 à 1952.
Mobilisé au début de la Seconde Guerre mondiale au poste de lieutenant d'artillerie, il participe à la fondation du réseau de résistance Combat, avant de devenir l'un des membres du réseau Marathon,. En 1972, il est élu au huitième fauteuil de la section de morale et de sociologie de l'académie des sciences morales et politiques. Il meurt le 12 avril 1973 à Boulogne-Billancourt.
Entre autres fonctions, il fut également administrateur du Secours catholique, régent de l’Institut catholique de Paris, président de l’Institut international des classes moyennes, président de l’Association des élèves de l’École des mines, président de l’Association des élèves de l’École centrale et de l’Institut national des sciences appliquées de Lyon.

## Distinctions

### Décorations[4]
- Commandeur de la Légion d'honneur
- Croix de guerre 1939–1945
- Médaille de la Résistance française[7]
- Commandeur de l'ordre de l'Économie nationale (1955)[8]
- King's Medal for Courage in the Cause of Freedom
- Grand-croix de l'ordre de Saint-Grégoire-le-Grand
- Grand-croix de l'ordre de Cisneros[9]

### Autres
- Il fut également nommé docteur honoris causa de l’Université de Montréal[4].

## Publications
- Roger Millot, L'École des mines, Paris, Aux étudiants de France, 1946, 41 p.[10]

### Sources
- François Lhermitte, Notice sur la vie et les travaux de Roger Millot (1909-1973), lue dans la séance du 18 janvier 1977 de l'Académie des sciences morales et politiques, Paris, Institut de France, 1977, 18 p.
- Marie-Helène Olivier, Roger Millot (1909-1973) et l'avènement des classes moyennes, Dijon, Université de Bourgogne, 1995, 2 volumes.